# Cerro de Chena
Cerro de Chena är ett berg i Chile.   Det ligger i provinsen Provincia de Maipo och regionen Región Metropolitana de Santiago, i den södra delen av landet, 18 km sydväst om huvudstaden Santiago de Chile. Toppen på Cerro de Chena är 933 meter över havet, eller 383 meter över den omgivande terrängen. Bredden vid basen är 5,3 km.
Terrängen runt Cerro de Chena är platt åt nordost, men åt sydväst är den kuperad. Runt Cerro de Chena är det ganska glesbefolkat, med 40 invånare per kvadratkilometer.. Närmaste större samhälle är Santiago de Chile, 17,5 km nordost om Cerro de Chena. 
Trakten runt Cerro de Chena består till största delen av jordbruksmark.